# Centralskole
Centralskole betegner den type folkeskoler, der opstod, da folkeskoleloven i 1958 blev ændret, så der nu ikke længere skulle være forskel på skolegangen i byer og på landet. I landområderne blev det nu nødvendigt at samle elever fra større geografiske områder, hvorfor en række skoler blev sammenlagt til centralskoler eller forbundskoler, som det nogle steder også blev kaldt. Ofte blev der ved samme lejlighed opført nye bygninger til at rumme de nye skoler med betragteligt højere elevtal.
Betegnelse centralskole og forbundskole lever i et vist omfang videre i en række skolenavne, mens andre ikke længere bruger betegnelsen.